# عبد السلام سو
عبد السلام سو (بالفرنسية: Abdoul Salam Sow)‏ (ولد في 13 أغسطس 1970 في كوناكري) هو لاعب كرة قدم سابق من غينيا لعب في أنقرة غوجو ومارتيغ وبيلينينسش وإيمورال قطر وجيونام دراغونز.

## المسيرة الرياضية مع الأندية
لعب سو موسم واحد مع مارتيغ في الدوري الفرنسي الدرجة الأولى. كما لعب موسم واحد مع أنقرة غوجو في الدوري التركي الممتاز.

## المسيرة الرياضية مع المنتخب
كان سو جزءًا من منتخب غينيا في كأس الأمم الأفريقية لكرة القدم في 1994 في تونس و1998 في بوركينا فاسو و2004 في تونس حيث وصل في البطولة الأخيرة إلى الدور الربع النهائي.